# Kate Melton
Kaitlyn Melton, más conocida como Kate Melton (Oklahoma City, Oklahoma, 23 de junio de 1992), es una actriz estadounidense.

## Filmografía
| Cine       | Cine                                  | Cine                | Cine         |
| Año        | Película                              | Rol                 | Notas        |
| ---------- | ------------------------------------- | ------------------- | ------------ |
| 2006       | Freaky Faron                          | Brianne Vandergreen | Secundario   |
| 2006       | Timmy                                 | Novia               | Cortometraje |
| 2008       | Lucy: A Period Piece                  | Courtney            | Cortometraje |
| 2009       | Scooby-Doo: El misterio comienza      | Daphne Blake        | Protagonista |
| 2010       | Scooby Doo: Curse of the Lake Monster | Daphne Blake        | Protagonista |
| Televisión |                                       |                     |              |
| Año        | Título                                | Rol                 | Notas        |
| 2007       | Inspector Mom                         | Chica               | 1 episodio   |
| 2007       | Friday Night Lights                   | Fan                 | 1 episodio   |
| 2015       | McMann & Bernstein                    | Christy             | 2 episodios  |